# باتريك إف. هالي
باتريك إف. هالي هو سياسي كندي، ولد في 31 مايو 1895، وتوفي في 7 يوليو 1956.